# Smokey Robinson
Smokey Robinson, egentligen William Robinson, född 19 februari 1940 i Detroit, Michigan, är en amerikansk sångare. Under 1960- och 1970-talen var han ett av de största namnen inom soulmusiken och en grundsten inom Motownsoundet.
Han slog igenom med gruppen The Miracles som mellan 1960 och 1971 hade 27 hits på Billboards topp 40-lista. De flesta låtarna skrevs av Smokey Robinson själv. Han skrev även låtar åt och producerade flera andra artister inom Motown, däribland Mary Wells, The Temptations, och The Marvelettes. Bland hans många låtar kan nämnas My Guy, Tears of a clown, You've really got a hold on me och My girl. 
I januari 1972 lämnade han The Miracles och började en framgångsrik solokarriär. 
Smokey Robinson var under många år vicepresident i Motown Records. Han valdes 1987 in i Rock and Roll Hall of Fame och fick 1989 en Grammyutmärkelse för sin livsgärning ("Living Legends Award").

## Diskografi, solo
- 1973 – Smokey
- 1974 – Pure Smokey
- 1975 – A Quiet Storm
- 1976 – Smokey's Family Robinson
- 1977 – Deep in My Soul
- 1977 – Big Time Original Motion Picture Soundtrack
- 1978 – Love Breeze
- 1978 – Smokin'
- 1979 – Where There's Smoke...
- 1980 – Warm Thoughts
- 1981 – Being With You
- 1982 – Yes It's You Lady
- 1983 – Touch the Sky
- 1984 – Essar
- 1986 – Smoke Signals
- 1987 – One Heartbeat
- 1990 – Love, Smokey
- 1991 – Double Good Everything
- 1999 – Intimate
- 1999 – Our Very Best Christmas
- 2004 – Food for the Spirit
- 2006 – Timeless Love